# تفاح قزم
تفاح قزم (الاسم العلمي: Malus pumila) هي نوع نباتي يتبع جنس التفاح من الفصيلة الوردية.